# Kemper Corporation
Kemper Corporation — страховая компания США, специализируется на автостраховании. Штаб-квартира в Чикаго, штат Иллинойс, но более половины выручки приносит деятельность в Калифорнии, другими важными для компании штатами являются Флорида, Техас, Нью-Йорк, Северная Каролина и Коннектикут. Основана в 1990 году, до 2010 года называлась Unitrin, Inc.

## История
Компания Unitrin была основана в 1990 году отделением страхового бизнеса конгломерата Teledyne. В 2010 году компания приобрела права на название Kemper. Первоначальная компания с таким названием была основана в 1912 году для страхования рабочих чикагских лесопилок, к 1960-м годам выросла в крупную универсальную страховую группу, в 1970-х годах создавшую значительное финансовое подразделение, но в 1996 году она была поглощена Zurich Insurance Group.
В апреле 2015 года был куплен калифорнийский автостраховщик Alliance United Insurance Company. В июле 2018 года развитие в направлении автострахования было продолжено покупкой Infinity Property and Casualty Corporation (за 1,4 млрд долларов). В апреле 2021 года была куплена базирующаяся в Иллинойсе компания Downers Grove, также занимающаяся этим видом страхования.

## Деятельность
Из выручки 5,21 млрд долларов в 2020 году на страховые премии пришлось 4,67 млрд долларов, на инвестиционный доход — 348 млн. Страховые выплаты составили 3,32 млрд. Активы на конец года составили 14,34 млрд, из них 10,42 млрд пришлось на инвестиции.
Основные подразделения на 2020 год:
- Specialty Property & Casualty Insurance — специализированное страхование имущества и от несчастных случаев, в основном автострахование высокорисковых клиентов; страховые премии 3,44 млрд долларов, операционная прибыль 338 млн долларов.
- Preferred Property & Casualty — автострахование клиентов со стандартным риском, а также другие виды имущественного страхования; страховые премии 653 млн долларов, операционная прибыль 3,5 млн долларов.
- Life & Health Insurance — страхование жизни и медицинское страхование; страховые премии 649 млн долларов, операционная прибыль 60 млн долларов.

В списке крупнейших компаний США Fortune 500 за 2021 год Kemper заняла 514-е место.